# 平安岛
平安岛（又称“阿曼岛”）是马来西亚槟城州威南县西北部的一个小岛，常被人誉为 “和平之岛”，曾称为猴子岛。旅游景点有金井街，强盗街以及附近的葛东岛。阿曼岛内有渔村，可以在此露宿，钓鱼爱好者也可以在这里垂钓。

## 交通
需通过峇都交湾的码头乘船抵达这里。